# Cleantis chilensis
Cleantis chilensis är en kräftdjursart som beskrevs av Menzies 1962. Cleantis chilensis ingår i släktet Cleantis och familjen Holognathidae. Inga underarter finns listade i Catalogue of Life.